# جائزة أفضل لاعب في أمريكا الجنوبية 2012

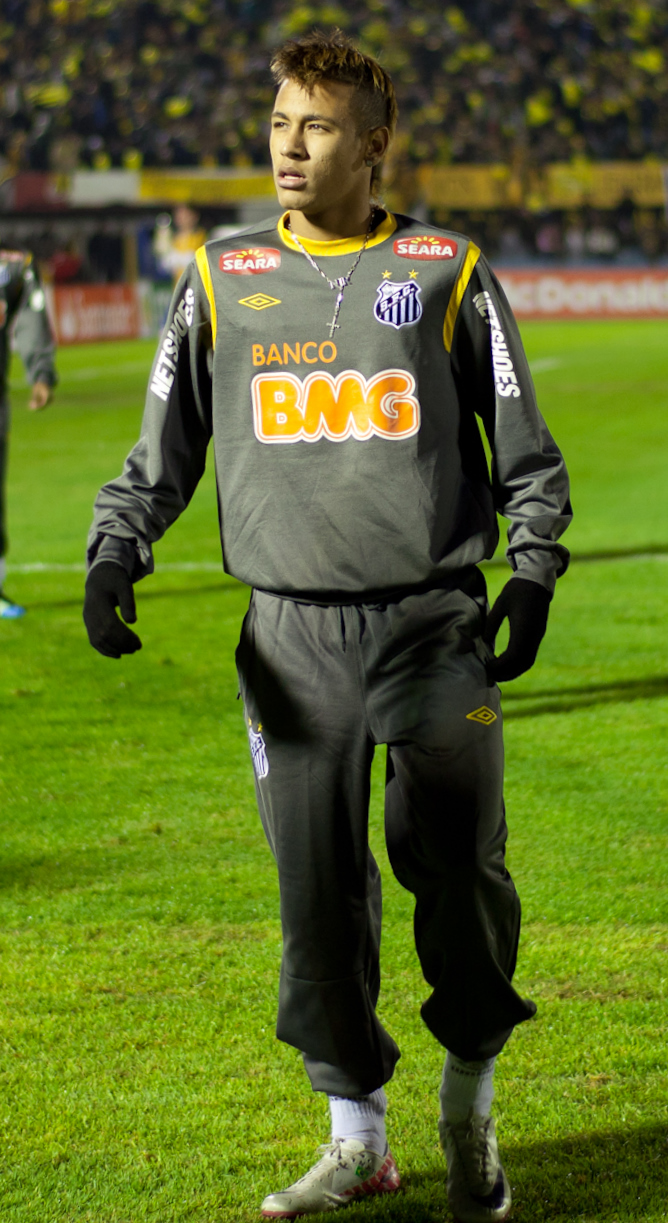
نيمار أفضل لاعب في أمريكا الجنوبية 2012

منحت جائزة أفضل لاعب كرة قدم في أمريكا الجنوبية 2012 من قبل صحيفة «إل بايس» في الأوروغواي من خلال التصويت من قبل الصحفيين في جميع أنحاء القارة، ومنحت الجائزة للاعب نادي سانتوس نيمار في 31 ديسمبر 2012 للعام الثاني على التوالي.
أصبح نيمار أول لاعب منذ خوان سيباستيان فيرون في عام 2008 (وبعد ذلك في عام 2009) يفوز بالجائزة في عاميين متتاليين.

## الترتيب
| الترتيب | اللاعب             | البلد     | النادي              | النقاط |
| ------- | ------------------ | --------- | ------------------- | ------ |
| 1       | نيمار              | البرازيل  | سانتوس              | 199    |
| 2       | باولو غيريرو       | بيرو      | كورينثيانز          | 50     |
| 3       | لوكاس              | البرازيل  | ساو باولو           | 21     |
| 4       | رونالدينيو         | البرازيل  | أتلتيكو مينييرو     | 12     |
| 5       | فريد               | البرازيل  | فلومينينسي          | 6      |
| 6       | خوان رومان ريكيلمي | الأرجنتين | بوكا جونيورز        | 5      |
| 7       | إمرسون             | قطر       | كورينثيانز          | 2      |
| 8       | أندريس داليساندرو  | الأرجنتين | إنترناسيونال        | 1      |
| 8       | تيوفيلو غوتييريز   | كولومبيا  | جونيو دي بارانكويلا | 1      |